# 유진 오브라이언

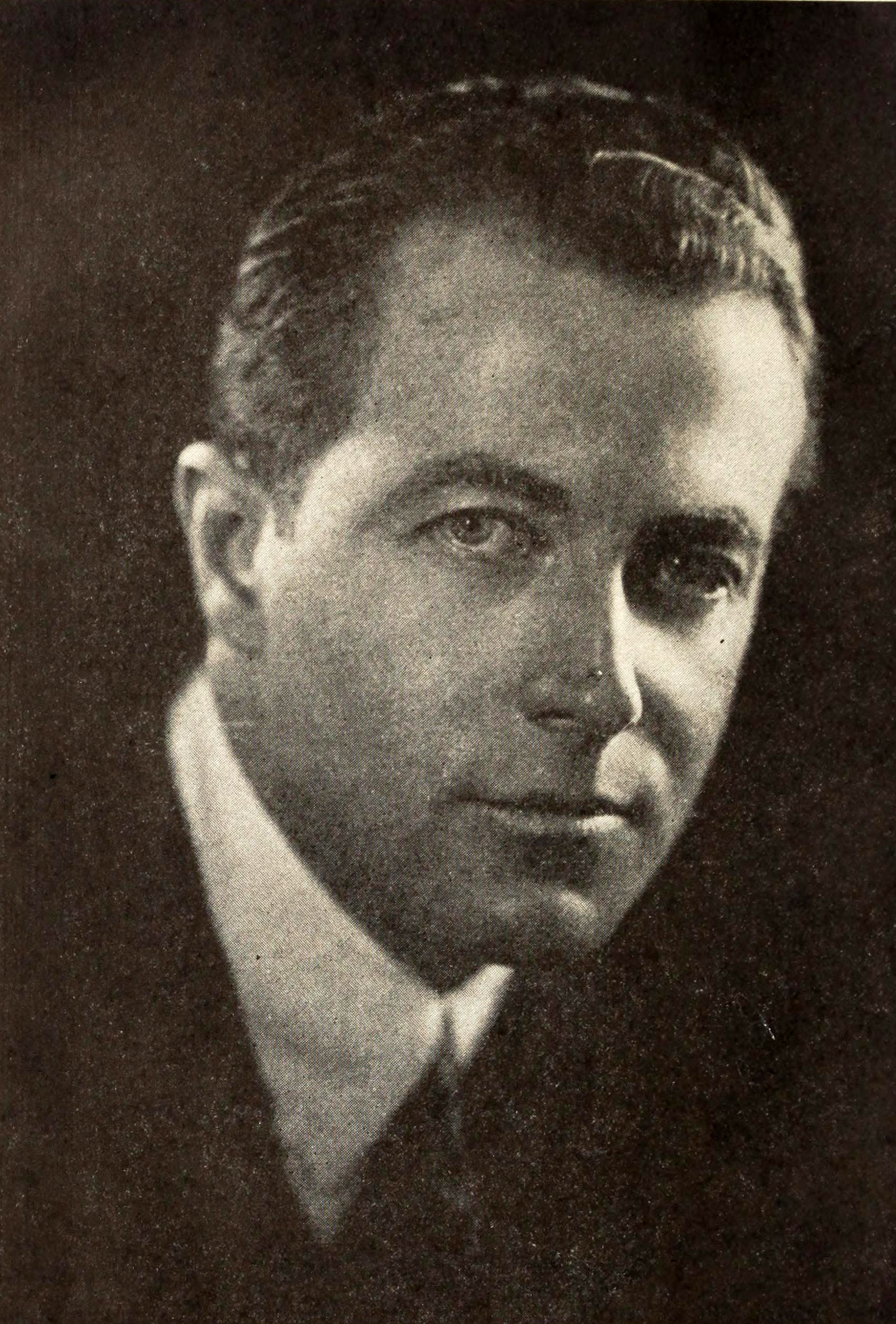

유진 오브라이언(Eugene O'Brien, 1880년 11월 14일 ~ 1966년 4월 29일)은 미국의 연극 배우, 영화배우이다.
볼더에서 태어났으며 로스앤젤레스에서 사망하였다. 사인은 폐렴이다. 포리스트 론 메모리얼 파크에 매장되었다.

## 영화
- 블랙 47 (2018년)